# Not Tonight (videojuego)
Not Tonight es un videojuego de rol que mezcla aventuras, rompecabezas y simulación creado por el estudio británico PanicBarn y lanzado para Microsoft Windows en agosto de 2018. Establecido en un mundo distópico, la trama ocurre después de un alternativo referéndum sobre la permanencia del Reino Unido en la Unión Europea. El jugador asume el papel de un inmigrante nacido en Europa que debe sobrevivir bajo un gobierno británico de extrema derecha, trabajando como gorila en varios lugares y ganando lo suficiente para evitar la deportación. A lo largo del camino, el jugador debe tomar decisiones sobre si cambiar el curso de los eventos o seguir siendo cómplice de la nueva administración.
En agosto de 2021 se anunció una secuela, Not Tonight 2, ambientada en un Estados Unidos alternativo, que tenía previsto ser lanzada a finales de año; sin embargo, esta se retrasó hasta el 11 de febrero de 2022.

## Jugabilidad
Su jugabilidad se basa en las responsabilidades del personaje, que trabaja en varios locales de  un gorila, que trabaja en Inglaterra como un ciudadano nacido aquí pero hijo de padres europeos. Como gorila, el jugador debe analizar varios puntos del carnet de identidad o licencia de los invitados que quieren entrar al local verificando si son menores de edad, si tienen información fraudulenta o una fotografía incorrecta. A medida que se avanza, se deben tomar medidas adicionales según lo solicitado por lugares más grandes o por el estado. 
Estas decisiones incluyen detener el ingreso de personas que sean de una nacionalidad concreta (por ejemplo Francia), aquellos que usan cierta ropa, personas que no están en la lista de invitados, personas sin boletos y otras reglas, ya que el juego se vuelve más desafiante. Además, también se pueden aceptar sobornos para ganar un dinero extra, si bien esto hará perder credibilidad ante las autoridades. No pasar un juego disminuirá la puntuación del crédito social del personaje. Si se produce una pérdida importante puede perjudicar el progreso del jugador y proceder a su extradición. 
Después de cada misión (donde pasan días y semanas), el jugador regresa a su piso para interactuar con los personajes, pagar el alquiler del piso o las facturas y comprar cualquier artículo que pueda necesitar. Mientras se juega, el jugador debe tomar decisiones que afectarán la historia a través de varios personajes que se pueden encontrar.

## Sinopsis
El juego comienza con una explosión en un evento público en la Nochevieja de 2018, cuando el mítico London Eye es destruido en un atentado y parte del mismo cae sobre el Támesis. Tras el brexit, el Gobierno está regentado por un partido de extrema derecha llamado Albion First, que más tarde se separa en una coalición conservadora que forma su propio gobierno mediante el fraude electoral. El jugador coge el rol de un gorila que debe asegurar las entradas de las personas que van a entrar al Museo Británico de Historia.
Poco después de la explosión, el juego se remonta a un año antes, cuando el personaje debe ganar lo suficiente para evitar su deportación y expulsión. El jugador se conoce como Persona de Herencia Europea # 112, sin ponérsele un nombre. El jugador debe pasar el año conduciendo a los eventos finales usando la aplicación BouncR a través del teléfono emitido por el gobierno para obtener empleo, todo mientras es monitoreado por Jupp, el oficial que se le ha asignado. El jugador puede tomar varias decisiones durante el juego para apoyar al gobierno o a la resistencia.

## Recepción
Not Tonight recibió críticas mixtas. El sitio web Metacritic le dio una puntuación de 71 sobre 100, misma que PC Gamer. Por su parte, el portal Wccftech le dio una valoración de 80 sobre 100. Screen Rant hizo una revisión independiente de 4 de 5 estrellas. Las reseñas sobre el videojuego demostraron que la fórmula que inició Papers, Please podía funcionar en un entorno distinto. No obstante, también destacaban las excentricidades del propio juego, con sus personajes, paisajes y la música.